# Piton Hyacinthe
Pour les articles homonymes, voir Piton (homonymie) et Hyacinthe (homonymie).
Le piton Hyacinthe est un sommet de montagne de l'île de La Réunion, département d'outre-mer français dans le sud-ouest de l'océan Indien. Culminant à 1 372 mètres d'altitude, il est situé dans la plaine des Cafres à l'est de la localité du Vingt-Troisième kilomètre et se trouve sur le territoire de la commune du Tampon.
Le piton est nommé d'après Hyacinthe de Kerguelen de Kerbiquet, capucin à l'île Bourbon vers 1689.